# Ierland op het Eurovisiesongfestival 1978
Ierland nam deel aan het Eurovisiesongfestival 1978 in Parijs, Frankrijk.
Het was de 13de deelname van Ierland aan het festival.
De nationale omroep RTE was verantwoordelijk voor de bijdrage van Ierland voor 1978.

## Selectieprocedure
De Ierse Nationale finale werd gehouden op 5 maart 1978 en werd uitgezonden door de RTÉ. Het vond plaats in Dublin en gepresenteerd door Mike Murphy.
Acht acts deden mee in de finale en de winnaar werd gekozen door 10 regionale jury's.

| Volgorde | Artiest              | Lied                            | Punten | Plaats |
| -------- | -------------------- | ------------------------------- | ------ | ------ |
| 1        | Reform               | "You Gotta Get Up"              | 7      | 5      |
| 2        | Jamie Stone          | "Over Again"                    | 4      | 7      |
| 3        | Sheeba               | "It's Amazing What Love Can Do" | 6      | 6      |
| 4        | Danny Doyle          | "Lonely Now"                    | 1      | 8      |
| 5        | Chips                | "Happy Days"                    | 8      | 4      |
| 6        | Colm C. T. Wilkinson | "Born to Sing"                  | 46     | 1      |
| 7        | Gemma Craven         | "All Fall Down"                 | 12     | 3      |
| 8        | Stacc                | "You Put the Love in My Heart"  | 16     | 2      |

## In Parijs
In Parijs moest Ierland aantreden als 1ste voor Noorwegen.
Op het einde van de puntentelling bleek dat Ierland op een 5de plaats was geëindigd met een totaal van 86 punten, waarvan 1 keer het maximum van de punten.
Nederland en België hadden ook niet altijd punten over, met respectievelijk 0 en 10 punten.

### Gekregen punten

#### Finale
| 12 punten               | 10 punten                                    | 8 punten  | 7 punten      | 6 punten     |
| ----------------------- | -------------------------------------------- | --------- | ------------- | ------------ |
| - Noorwegen             | - België - Griekenland - Luxemburg - Turkije | - Zweden  | - Zwitserland | - Oostenrijk |
| 5 punten                | 4 punten                                     | 3 punten  | 2 punten      | 1 punt       |
| - Duitsland - Frankrijk |                                              | - Finland |               |              |

### Punten gegeven door Ierland

#### Finale
Punten gegeven in de finale:
| 12 punten | België              |
| 10 punten | Italië              |
| 8 punten  | Israël              |
| 7 punten  | Griekenland         |
| 6 punten  | Frankrijk           |
| 5 punten  | Zweden              |
| 4 punten  | Monaco              |
| 3 punten  | Verenigd Koninkrijk |
| 2 punten  | Luxemburg           |
| 1 punt    | Duitsland           |

1965 · 1966 · 1967 · 1968 · 1969 · 1970 · 1971 · 1972 · 1973 · 1974 · 1975 · 1976 · 1977 · 1978 · 1979 · 1980 · 1981 · 1982 · 1983 · 1984 · 1985 · 1986 · 1987 · 1988 · 1989 · 1990 · 1991 · 1992 · 1993 · 1994 · 1995 · 1996 · 1997 · 1998 · 1999 · 2000 · 2001 · 2002 · 2003 · 2004 · 2005 · 2006 · 2007 · 2008 · 2009 · 2010 · 2011 · 2012 · 2013 · 2014 · 2015 · 2016 · 2017 · 2018 · 2019 · 2020 · 2021 · 2022 · 2023 · 2024 · 2025